# Ouro
Ouro is een gemeente in de Braziliaanse deelstaat Santa Catarina. De gemeente telt 7.231 inwoners (schatting 2009).

## Aangrenzende gemeenten
De gemeente grenst aan Capinzal, Ipira, Jaborá, Lacerdópolis, Presidente Castelo Branco en Joaçaba.